# Eva Pohl
Eva Pohl (født 1954 i København) er ph.d., forfatter, kurator, foredragsholder og cand.mag. i dansk og kunsthistorie fra Københavns Universitet. Gennem en lang årrække har Eva Pohl gennem sit virke bidraget med sin kunsthistoriske og litterære indsigt.
Eva Pohl har især skrevet om kvindelige billedkunstnere og forfattere, blandt andet i bogen "Et lyst værelse - Empati, rumopfattelse, kunstnerisk selvspejling og æstetik i kvindelige danske forfatteres og billedkunstneres værker i perioden 1930-90", Syddansk Universitetsforlag (2015).
Eva Pohls seneste store publikation er bogen "Gennembrud - Kvinder i dansk kunst fra 1600-tallet til i dag" (2021), Strandberg Publishing, som er udvalgt af Statens Kunstfond til "Books from Denmark 2022".
Eva Pohl har udgivet en række kunstteoretiske bøger og kunsthistoriske opslagsværker ofte med et særligt fokus på kvindelige kunstnere og deres værker. Hun har bedrevet en afhandling, som siden er udgivet som bog med titlen ”Blikket i spejlet - selvets spejling i kunstnerromaner og selvportrætter fra 1880-1914”. I 2007 udgav hun opslagsværket "En plads i solen – kvindelige danske kunstnere født mellem 1850 og 1930",
Fra 1987 og 30 år frem har hun fungeret som kulturskribent og kunst- og litteraturkritiker for Berlingske Tidende. Lejlighedsvis har hun kurateret kunstudstillinger for Sophienholm Kunsthal og KØN Gender Museum (tidl. Kvindemuseet i Aarhus).
Derudover er Eva Pohl forfatter til en række monografier om danske kunstnere, og hun har bidraget med artikler til tidsskrifter, antologier og opslagsværker bl.a. ”Det grænseløse blik – Intens livsfølelse og koloristisk kraft i Anna Klindt Sørensens værker” i kataloget ”Anna Klindt Sørensen – Det grænseløse blik” til udstillingen af samme navn kurateret af Eva Pohl til Sophienholm Kunsthal i 2021, "Mod og modtagelighed - Markante kvindelige kunstnere fra forrige århundredeskifte med tråde op til nye kunstneriske dialoger" i bogen "100 års øjeblikke - Kvindelige Kunstneres Samfund" af Charlotte Glahn og Nina Marie Poulsen, samt artikler til Weilbachs Kunstnerleksikon, Trap Danmark, kunstonline.dk og Nordisk Tidsskrift, Stockholm samt bidrag til diverse kunstnerkataloger m.m..
Eva Pohl er gift med professor dr. med. Thomas Mandrup-Poulsen. Parret har sammen to voksne sønner, Christian og Peter.

## Udgivelser
- "Gennembrud - Kvinder i dansk kunst fra 1600-tallet til i dag", Strandberg Publishing, 2021.
- "Sophienholm og kunsten", Sophienholm Kunsthal, 2018.
- ”På sporet af skulpturerne i Lyngby-Taarbæk Kommune”. Med tekstbidrag af Karen Marie Odgaard Bredegaard. Lyngby-Taarbæk Kommune (2017).
- ”Det ophøjede i det nære – Bodil Kaalund 85 år”, Sophienholm (2016).
- "Et lyst værelse - Empati, rumopfattelse, kunstnerisk selvspejling og æstetik i kvindelige danske forfatteres og billedkunstneres værker i perioden 1930-90", Syddansk Universitetsforlag, 2015.
- ”Margrete Sørensen”, Ole Sohns Forlag (2009).
- ”En plads i solen – kvindelige danske kunstnere født mellem 1850 og 1930” - ”A Place in the Sun – Female Danish Artists Born Between 1850 and 1930”, North Forlag (2007).
- "Viera Collaro. Lys, kunst og arkitektur", Borgens Forlag, 2006.
- "Blikket i spejlet", Syddansk Universitetsforlag, 2002.
- ”Tom Krøjer”, Forlaget Søren Fogtdal (1993).
- ”Æstetisk messianisme og kunstnerproblemet", Syddansk Universitetsforlag, 1985.
- Ph.d. afhandling om kunstnerisk selvforståelse i digtning og billedkunst.

## Medforfatterskaber
- Medforfatter på ”Frithioff Johansen”, sammen med Finn Hermann, Helge Krarup og Bent Petersen. North, (2002).
- Medforfatter på ”Leif Kath – Uden titel”, Kapitlet: ”Tre citroner og det dynamiske åndelige rum. Mod nye åbninger i Leif Kaths grafik, tegninger og skulpturer fra 1990 til i dag”. Museum Sønderjylland og Kunstmuseet Brundlund Slot, (2010).
- Medforfatter på Hanne Lundgren Nielsen og Lotte Korshøj (red.): ”Else Alfelt – Tomhedens æstetik”, kapitlet: ”En lysende drøm om sammenhæng”. Carl-Henning Pedersen og Else Alfelts Museum”, (2010).
- Medforfatter på ”Modernisme midt i naturen – Odsherredsmalerne” sammen med Hardy Granhøj Jørgensen, Jesper S. Knudsen og Jon Vedel. Museum Odsherred, (2013).
- Medforfatter på Anne Kielgast (red.): ”Christian Krohg – Tiden omkring Kristiania-Bohemen”, artiklen: ”Udsyn, empati og tværkulturel indsigt – Venskabet mellem Christian Krohg og Georg  Brandes”. Kunstforeningen Gl. Strand, (2014).
- Medforfatter på Charlotte Glahn og Nina Marie Poulsen (red.): ”100 års øjeblikke – Kvindelige Kunstneres Samfund”, artiklen ”Mod og modtagelighed – Markante kvindelige kunstnere fra forrige århundredeskifte med tråde op til nye kunstneriske dialoger”, Forlaget SAXO (2014).
- ”Anna Klindt Sørensen - Det grænseløse blik” i publikationen med samme titel og med tekstbidrag af Birgitte Ejdrup Kristensen og Barbara Læssøe Stephensen. Sophienholm Kunsthal (2021).

## Artikler (udvalg)
- ”Lyst, løgn og lys – Løgneren set i lyset af Martin A. Hansens hospitalsdagbog og billedkunst”, i ”Arvesyndens skønne rose - Punktnedslag i Martin A. Hansens digtning”, Gads Forlag (2002).
- ”En lysende drøm – Forlystelseslivet i gennembruddets København”, i ”Uden for murene”, Gads Forlag (2002).
- ”Natur og kunst i tæt favntag – Kunstnerkoloniernes Danmark”. Nordisk Tidskrift. Häfte 2. Letterstedtska Föreningen. Stockholm (2010).
- ”Spejling og nye spor”, i Birgitte Kristensen: ”Charlottes rejse til Grønland”, Viborg Kunsthal (tidl. Kunsthal Brænderigården) (2012).
- ”A Dynamic and Spiritual Space – Leif Kath´s Creative Universe”, in Leif Kath: ”Everlasting Disorder”. Elisabeth Harris Gallery, New York City. U.S.A. (2012).
- ”Den tabte tid og Blixens kraftfulde spor”. Nordisk Tidskrift. Häfte 3. Letterstedtska Föreningen. Stockholm (2013).
- ”En livlig og farverig tid – Kunstnerkolonien i Odsherred”. Nordisk Tidskrift. Häfte 4. Letterstedska Föreningen. Stockholm (2014).
- ”Georg Brandes og Christian Krohgs gensidige inspiration”. Nordisk Tidskrift. Häfte 2, Letterstedtska Föreningen. Stockholm (2015).
- ”Den fortsatte kamp – Kvinders valgret 100 år”. Nordisk Tidskrift. Häfte 3. Letterstedska Föreningen. Stockholm (2015).
- ”Kig ind i et lyst værelse”, særnummer om kunst og forskning, BioZoom nr. 2, Volume 18, Danish Society for Biochemistry and Molecular Biology. (2016).
- ”Beauty and Suppleness Without Noise – Leif Kath´s Art”, in Leif Kath: ”Kurzdavon”. Elisabeth Harris Gallery, New York. U.S.A. (2016).
- ”Naturunderet og samværet – Bodil Kaalund på Sophienholm”. Nordisk Tidskrift. Häfte 4, Letterstedtska Föreningen. Stockholm (2016)
- ”Kunst i Lyngby-Taarbæk”, Trap Danmark (2017).
- ”Kunst i Gladsaxe”, Trap Danmark (2018).
- ”Se Hammershøi over skulderen”, Nordisk Tidskrift. Häfte 1. Letterstedtska Föreningen. Stockholm (2018).
- ”Sophienholm – det nære og det visionære i et tæt favntag”, Nordisk Tidskrift. Häfte 2. Letterstedtska Föreningen, Stockholm (2019).
- ”Havets tone i kunsten – Billedkunstneren Aka Høegh”, Nordisk Tidskrift, Häfte 1. Letterstedtska Föreningen, Stockholm (2019).
- ”Liv og kunst væves sammen – Om den danske maler Laurits Andersen Ring”, Nordisk Tidskrift, Häfte 4, Letterstedtska Föreningen, Stockholm. 2020.
- ”Det grænseløse blik – Intens livsfølelse og koloristisk kraft i Anna Klindt Sørensens værker”. s. 6-33, i Anna Klindt Sørensen – Det grænseløse blik. Sophienholm Kunsthal og Janus-Vestjyllands Kunstmuseum. 2021.
- ”Kvindelige kunstnere står nu i spotlyset”, s. 69-76, Nordisk TidskriftHäfte 1, Letterstedtska Föreningen, Stockholm 2022.
- "Frugtbare forbindelser - Det endnu ikke skrevnes nærvær - "Hvid feber" med tråde til billedkunst". I Marianne Barlyng og Michael Kallesøe Schmidt (red.): "Poetiske partiturer - et - portræt af Pia Tafdrups forfatterskab". Forlaget Spring. 2022.

Samt talrige anmeldelser og feature-artikler i Berlingske.
Artikler i årbøgerne Dansk Kunst. Fogtdal.
Artikler i Weilbachs Kunstnerleksikon.
Artikler på  kunstonline.dk.
Desuden flere tidligere artikler i Nordisk Tidskrift, Letterstedska Föreningen. Stockholm.
Blandt andet artikler om Anna Ancher og Michael Anchers Hus i Skagen, om Karen Blixens Rungstedlund og om kvindelige kunstnere.

## Udstillinger (kuratering)
- ”Anna Klindt Sørensen - Det grænseløse blik” med bidrag af billedkunstner Birgitte Ejdrup Kristensen, Sophienholm Kunsthal i perioden 19. juni – 13. august 2021.
- "Det ophøjede i det nære - Bodil Kaalund 85 år", Sophienholm Kunsthal i perioden 5. marts – 24 april 2016.
- ”En plads i solen – Kvindelige danske kunstnere født mellem 1850 og 1950”, Sophienholm Kunsthal i perioden den 18. juni – 14. august 2011.
- "En plads i solen – Kvindelige danske kunstnere født mellem 1840 og 1930”, på KØN Gender Museum (tidligere Kvindemuseet i Danmark) i perioden 27-8-2009 til 10-1-2010.

## Legater
- Arbejdslegat fra Statens Kunstråd i 2010 og Statens Kunstfond i 2019 og 2022.
- Fondsstøtte til publikationer og udstillinger fra Ny Carlsbergfondet, Nykredit, BG Fonden, Landsdommer V. Gieses Legat, Lilian og Dan Finks Fond, Billedhuggeren Gottfred Eickhoff og hustru Gerda Eickhoffs Fond og Overretssagfører L. Zeuthens Mindelegat, Lyngby-Taarbæk Kommunes Kulturfond, Augustinusfonden, Statens Kunstfond, Beckett Fonden,
- Politiken Fonden, Jorcks Fond, Aage og Johanne Louis-Hansen Fonden, 15.juni Fonden,
- Den Hielmstierne Rosencroneske Stiftelse og Hoffmann og Husmanns Fond.

## Hædersbevisninger
- ”Gennembrud” (Strandberg Publishing) udvalgt af Statens Kunstfond til ”Books from Denmark 2022”.
- Modtager Ole Haslunds Kunstnerfonds rejselegat 2023 for arbejdet med "Gennembrud".

## Medlemskaber og tillidsposter
Medlem af Foreningen af Danske Kunstkritikere, Dansk Kunsthistorikerforening, Association Internationale de Critiques d´Art, Letterstedtska Föreningen, Stockholm

## Eksterne links
KVINFOs Eksperdatabase www.kvinfo.dk